# Irvington (New York)
Irvington è un villaggio degli Stati Uniti d'America, situato nello stato di New York, nella contea di Westchester. 

## Monumenti e luoghi di interesse
- Casa McVickar